# Флавий Гипатий (консул 359 года)
Флавий Гипатий (или Ипатий, лат. Flavius Hypatius) — государственный деятель Римской империи IV века, консул 359 года, префект претория Италии в 382—383 годах.

## Биография
Отцом Гипатия, очевидно, был Флавий Евсевий, консул 347 года. Как и вся семья, Гипатий происходил из Фессалоник. Его братом был Флавий Евсевий, с которым он разделил консульство в 359 году, а сестрой — Флавия Аврелия Евсевия, ставшая женой императора Констанция II. Карьера обоих братьев стала стремительно развивать я именно после замужества их сестры.
В 363 году Гипатий, очевидно, занимал пост викария города Рима (градоначальника) — по крайней мере, конституция кодекса Феодосия, принадлежащая императору Юлиану, адресована некому викарию Рима Гипатию. Кроме того, Гипатию вместе с братом, возможно, был дан титул патриция.
У братьев возникли серьёзные неприятности во время правления Валента, в 371 году. Фаворит императора Гелиодор составил донос на Евсевия и Гипатия. Аммиан Марцеллин так описывает эти события:

«он [Гелиодор] донес на братьев Евсевия и Гипатия, блистательно отправлявших вместе консульский сан, родственников императора Констанция по первому его браку, будто они стремятся к верховной власти, строят планы относительно её достижения и предприняли некоторые действия в этом направлении; …прибавлял, будто у Евсевия имеется даже наготове императорское облачение. С жадностью ухватился за это свирепый и жестокий государь… Он приказал привести всех, на кого указывал с полной свободой обвинитель, освобожденный от действия законов, и распорядился начать следствие. Долго пытались выяснить истину заключением и узами. Тот негодяй [Гелиодор] стоял на своем в своих коварных хитросплетениях; но и тяжелые пытки не могли вынудить признания, и было совершенно ясно, что эти люди далеки от подобного рода преступлений. И однако клеветник пользовался по-прежнему почтением, а те люди были наказаны штрафом и изгнанием. Вскоре, впрочем, они были возвращены с возмещением штрафа и сохранением прежних санов и почетных отличий».

Вскоре после этого Гелиодор умер, и безутешный император организовал его похороны. При этом он приказал многим знатным людям участвовать в погребальной процессии, идя впереди гроба. В их числе был и Гипатий со своим братом, которые, таким образом, подверглись унижению.
После гибели Валента в битве при Адрианополе (378 год) Гипатий стал префектом города Рима, заняв, таким образом, одну из высших должностей в государстве (378—379 годы). При его вступлении в должность были произнесены несколько панегириков, в том числе знаменитым антиохийским ритором Либанием, чей панегирик сохранился да нашего времени.
В 382—383 годах Гипатий занимал пост префекта претория Италии и Иллирика. В этот период известны несколько обращенных к нему конституций из кодекса Феодосия.
Год смерти Гипатия неизвестен.

## Оценка
Либаний в своем панегирике очень высоко оценивает Гипатия. Впрочем, это неудивительно, так как Либаний писал именно панегирик. Более интересной является однозначно положительная оценка личности и деятельности Гипатия Аммианом Марцеллином, чей труд служит основным источником сведений о Римской империи 353—378 годов. Историк писал, что Гипатий и Евсевий «блистательно отправляли вместе консульский сан». Также, в описании погребальной процессии, в которой были вынуждены участвовать братья, Аммиан пишет о Гипатии просто восторженно:

«Первый среди них [участников процессии] — наш Гипатий, с отроческих лет блиставший добродетелями, муж разума и совета, поверявший все свои поступки абсолютным мерилом благородства; он приумножил своей славой знаменитость предков и достойными удивления делами своей префектуры, которую исправлял два раза, принес честь своему потомству на грядущие времена».

Очевидно, таким оценкам историка способствовало то обстоятельство, что Гипатий и Аммиан, возможно, были лично знакомы.